# N-甲基胞嘧啶
N-甲基胞嘧啶或1-甲基胞嘧啶（简写：dS）是DNA碱基胞嘧啶（C）的甲基化产物。N-甲基胞嘧啶可由胞嘧啶和碘甲烷在一定条件下反应得到，硫酸二甲酯、三甲基氢氧化锍也能作为甲基化试剂。